# Sonia Lannaman
Sonia Lannaman (Sonia May Lannaman, nach Heirat Garmston; * 24. März 1956 in Aston, Birmingham) ist eine ehemalige britische Sprinterin. Bei einer Körpergröße von 1,65 m betrug ihr Wettkampfgewicht 57 kg.
Bereits mit 16 Jahren nahm sie an den Olympischen Spielen 1972 in München teil. Im 100-Meter-Lauf schied sie im Viertelfinale aus. In der 4-mal-100-Meter-Staffel überstand sie mit der britischen Mannschaft den Vorlauf nicht.
Nachdem sie 1973 Junioreneuropameisterin über 100 m geworden war, gewann sie bei den British Commonwealth Games 1974 Silber mit der englischen Stafette hinter den Australierinnen. 1976 gewann sie über 60 m Silber bei den Leichtathletik-Halleneuropameisterschaften in München. Mit 7,25 s lag sie nur 0,01 Sekunden hinter der Schwedin Linda Haglund.
Bei den Commonwealth Games 1978 gewann sie über 100 m in 11,27 s vor den Australierinnen Raelene Boyle und Denise Boyd. Über 200 m wurde sie in 22,89 s Zweite hinter Boyd, und mit der englischen Stafette gewann sie vor Kanada und Australien. Kurz darauf gewann sie bei den Europameisterschaften 1978 mit dem britischen Quartett Silber hinter der Stafette aus der Sowjetunion.
Bei den Olympischen Spielen 1980 in Moskau schied sie über 100 m im Halbfinale aus und wurde in 22,80 s Achte über 200 m. Mit der britischen Stafette gewann sie die Bronzemedaille hinter den Teams aus der DDR und der Sowjetunion. Mit einem Staffelsieg der englischen Mannschaft bei den Commonwealth Games 1982 beendete sie ihre Karriere.
Sonia Lannaman ist 1,65 m groß und wog in ihrer aktiven Zeit 57 kg. 1979 wurde sie mit dem MBE ausgezeichnet.

## Bestleistungen
- 50 m (Halle): 6,40 s, 12. März 1972, Grenoble
- 60 m (Halle): 7,25 s, 22. Februar 1976, München
- 100 m: 11,20 s, 25. Juli 1980, Moskau
- 200 m: 22,58 s, 18. Mai 1980, Cwmbran